# 스크린 젬스
스크린 젬스(영어: Screen Gems)는 1940년에 설립된 소니 픽처스 엔터테인먼트의 산하의 공포 & 스릴러 전문 영화사이다.